# Edmond Hanssens

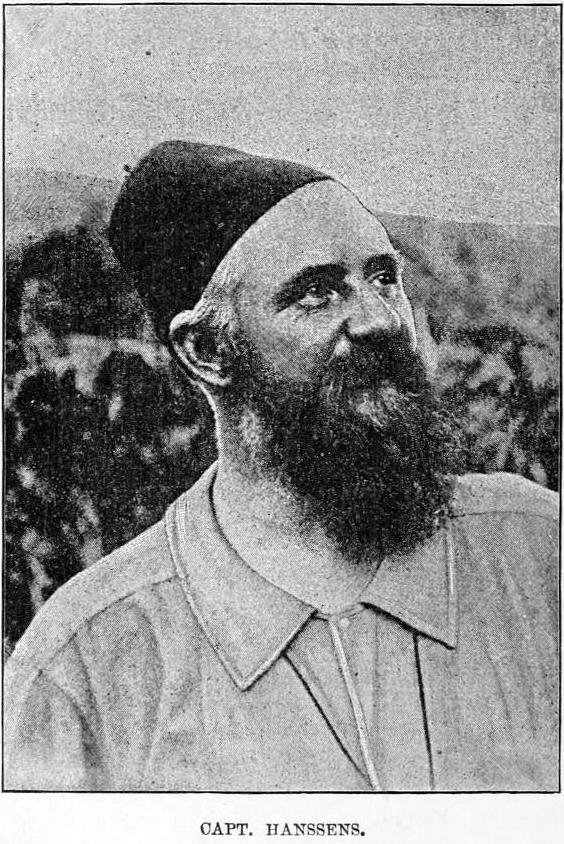
Edmond Hanssens, Portraitfotografie aus Henry Morton Stanleys Buch: The Congo and the founding of its free state; a story of work and exploration. 1885.

Edmond-Winnie-Victor Hanssens (* 25. Juli 1843 in Veurne, Belgien; † 28. Dezember 1884 in Vivi, Kongo-Freistaat) war ein belgischer Soldat, Forschungsreisender und Kolonialadministrator, der ab Mitte der 1880er Jahre für den belgischen König Leopold II. an Expeditionen teilnahm, die am unteren und oberen Kongo organisiert wurden. Sein Einsatz trug entscheidend dazu bei, die dortige belgische Präsenz zu etablieren.

## Biographie

### Frühe Jahre (1843–1881)
Edmond-Winnie-Victor Hanssens wurde am 25. Juli 1843 in Veurne, Belgien, geboren. Am 1. März 1860 trat er in die Königliche Militärakademie ein und wurde am 22. März 1862 zum Leutnant ernannt. Hiernach trat er dem 11. Linienregiment bei. Am 3. Juli 1867 folgte die Beförderung zum Oberleutnant. Ab 1871 besuchte er die belgische École de Guerre und bestand 1875 den Lehrgang zum Stabsoffizier. 1876 wurde er zum Hauptmann befördert und als Dozent an der Militärakademie eingesetzt.

### Reise nach Léopoldville (1881–1882)
1881 meldete sich Hanssens freiwillig für das Komitee zur Erforschung des oberen Kongos des Militärkartographischen Instituts. Er reiste Ende Januar 1882 nach Afrika und erreichte Banana am 5. März 1882. Mit seinen Reisegefährten, den Leutnants Joseph Vandevelde, Théodore Nilis und Nicolas Grang, fuhr er flussaufwärts nach Vivi. Dort trafen er und der Stationsleiter Otto Lindner am 4. Juli 1882 auf Henry Morton Stanley, der sich von Erschöpfung und Krankheit gezeichnet auf dem Weg zur Küste befand, um nach Europa zurückzukehren.
Der deutsche Geograph Eduard Pechuel-Loesche war von Stanley als sein Stellvertreter in Vivi ernannt worden und Hanssens erhielt das Kommando über das Gebiet des unteren Kongos von Vivi bis Léopoldville. Seine Hauptaufgabe bestand darin, in der Region die Versorgung von Léopoldville zu organisieren. Am 3. September 1882 begab er sich selbst nach Léopoldville und stellte fest, dass sowohl Pechuel-Loesche als auch Charles-Marie de Braconnier, der Kommandant der Station, erkrankt waren. Die Beziehungen zu den Kongolesen vor Ort waren schlecht und die Lebensmittel knapp. Er ermutigte Pechuel-Loesche, nach Europa zurückzukehren, um die Situation dort zu erklären, und übernahm seine Dienststellung.

### Erste Oberkongo-Expedition (1882–1883)

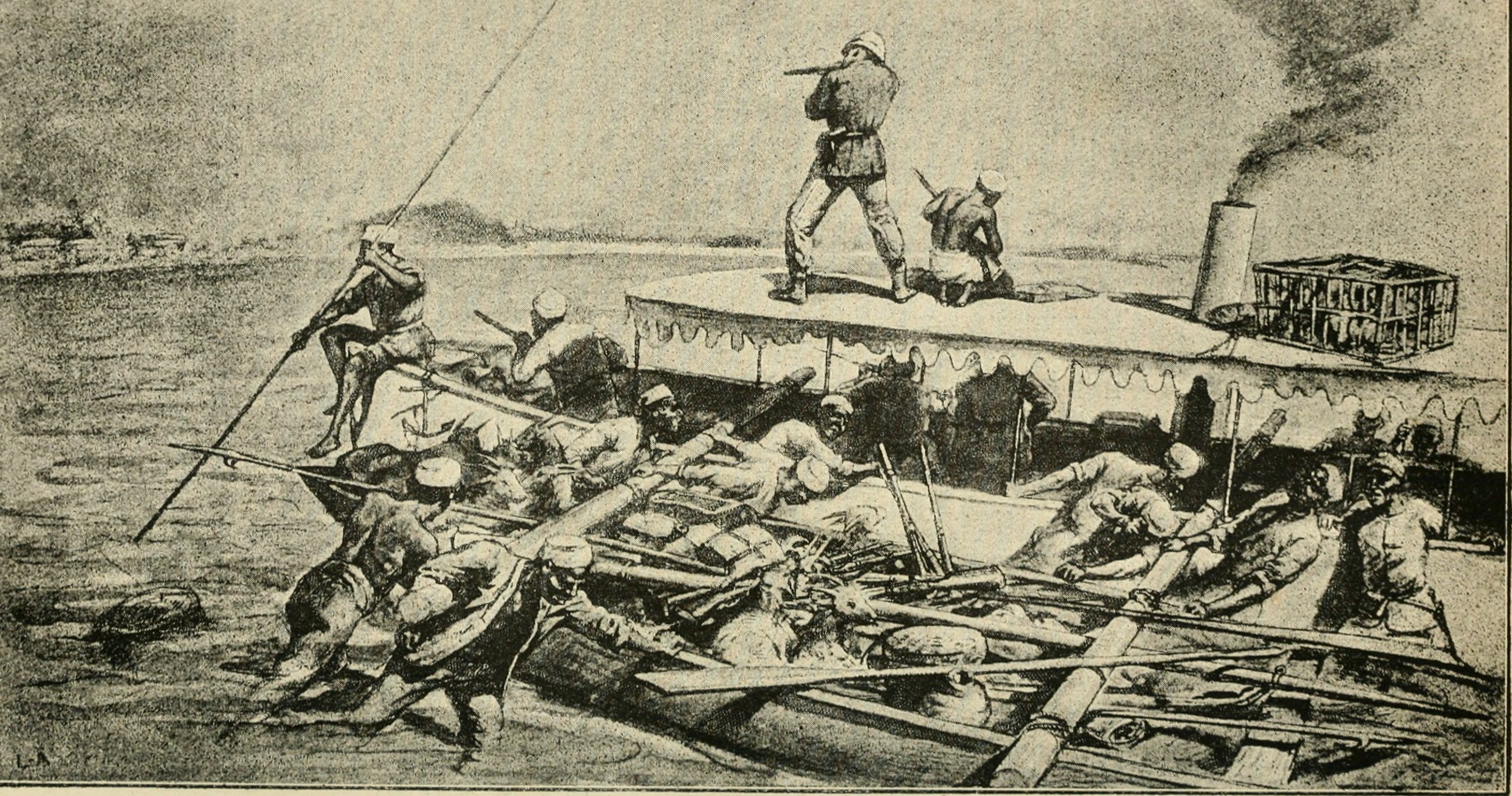
Dampfer und Piroge aus Coquihats Buch Sur le Haut-Congo. 1888.

Als Hanssens der Meinung war, die Posten im unteren Kongogebiet seien in guten Händen, wandte er sich dem Gebiet weiter flussaufwärts zu, das noch unbesetzt war, allerdings Gefahr lief, von den Franzosen besetzt zu werden. Da der Dampfer En Avant stillgelegt worden war und das notwendige Ersatzteil erst bei Stanleys Rückkehr beschafft werden konnte, war das einzige verfügbare Schiff der ehemalige Walfänger Eclaireur. Hanssens begann mit den Vorbereitungen durch einige personelle Umbesetzungen und dem Bau einer Straße von Manyanga nach Léopoldville. Weiterhin erneuerte er die Beziehungen zu dem örtlichen Häuptling N'Galiema und ließ in M'Suata ein Lebensmittel- und Ausrüstungsdepot einrichten, um die künftigen Stationen am oberen Kongo versorgen zu können. Am 13. Oktober 1882 startete er eine erste Expedition auf der Eclaireur, die M'Suata am 17. Oktober 1882 erreichte, wo Leutnant Eugène Janssen das Kommando hatte.
Am 23. Oktober 1882 setzte Hanssens mit der Eclaireur und zwei Pirogen die Reise stromaufwärts fort. Am 24. Oktober 1882 passierte er die Mündung des Kasai-Flusses in den Kongo und am 27. Oktober 1882 Tshumbiri. Am 30. Oktober 1882 erreichte er Bolobo, wo er zehn Tage lang mit Kuka, dem Häuptling der Bayanzi, verhandelte, der dann einen Vertrag unterzeichnete, der sein Land und sein Volk unter den Schutz der Internationalen Afrika-Gesellschaft (A.I.A.) stellte. Seine Besatzung begann parallel mit dem Bau einer Station. Hanssens schickte die Eclaireur zurück nach Léopoldville, um Vorräte zu holen und Leutnant Orban abzuholen, der das Kommando über die neue Station übernehmen sollte. Am 22. Dezember 1882 stieß Leutnant Camille-Aimé Coquilhat zu ihm. Dieser war vor kurzem aus Europa eingetroffen und informierte ihn über die Pläne des Studienausschusses für den Oberen Kongo, Stationen in Équateur und bei der Volksgruppe der Bangalas einzurichten. Hanssens kehrte nach Léopoldville zurück, um eine Expedition zu diesem Zweck zu organisieren. Unterwegs schloss er weitere Verträge mit Indigenen an der Mündung des Kasai und erwarb Land für eine Station in Kwamouth.

### Kouilou-Niari Mission (1883)

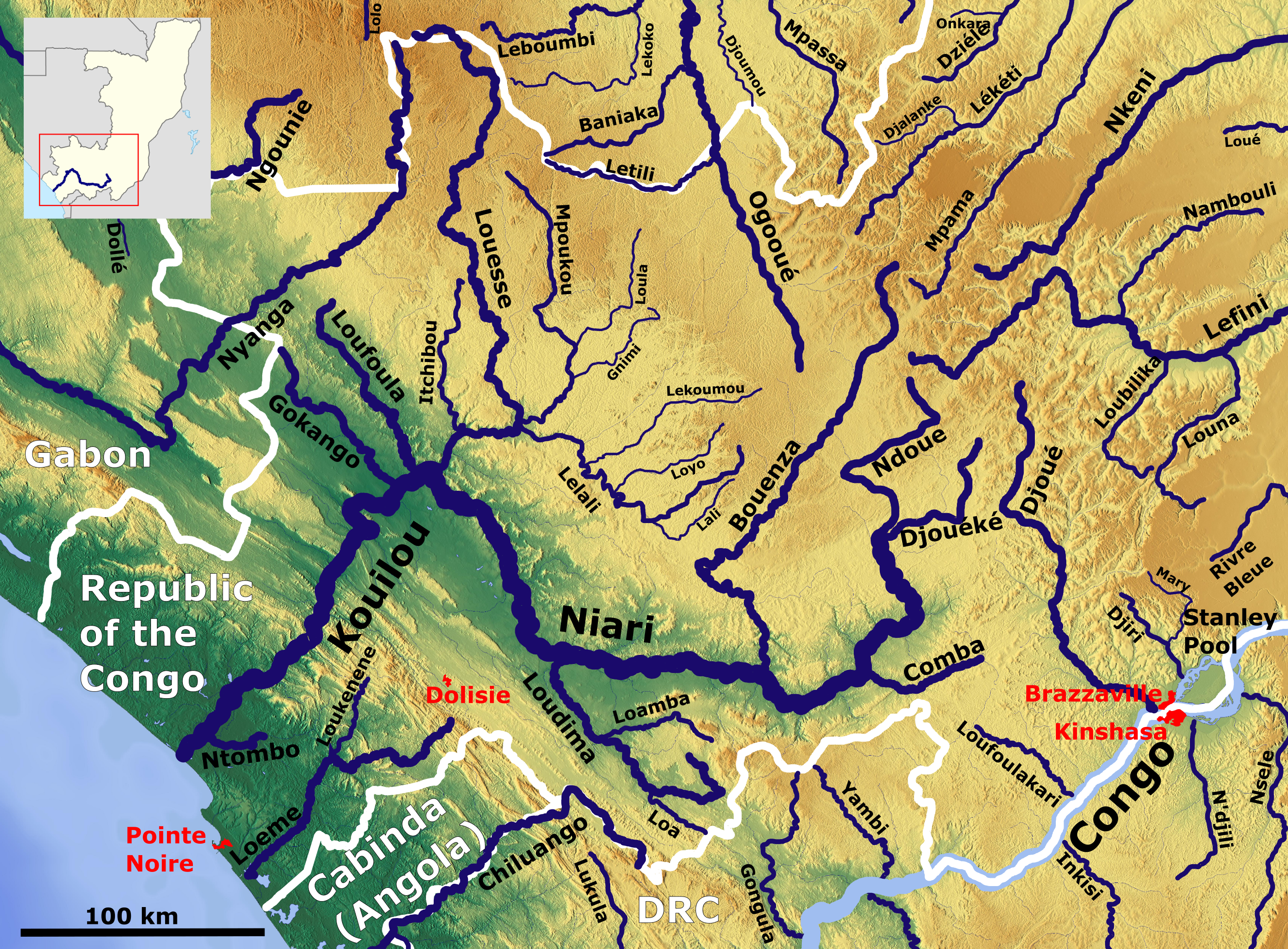
Der Kouilou-Niari in Zentralafrika.

Anfang Januar 1883 erreichte Hanssens Léopoldville und stellte fest, dass Stanley bereits aus Europa zurückgekehrt war und ihn zum Befehlshaber des gesamten Kouilou-Niari-Beckens zwischen dem Stanley Pool und dem Atlantik ernannt hatte. Er fuhr nach Manyanga, wo er Stanley traf und weitere Anweisungen erhielt. Am 4. Februar 1883 wies Stanley ihn an, zum Oberlauf des Kouilou-Niari aufzubrechen, eine Kommunikationslinie zwischen dort und Manyanga einzurichten und seine Erkundungen flussabwärts fortzusetzen, bis er sich in Stephanieville (heute: Loudima) mit Hauptmann Grant-Elliotts Gruppe vereint hätte. Die Operation war eine Reaktion auf die Besorgnis des belgischen Königs Leopold II., dass die Portugiesen mit ihrem Anspruch auf die Kontrolle der Kongomündung Erfolg haben könnten. In diesem Fall hätte er nördlich von Loango einen alternativen Zugang zum Atlantik benötigt. Dies war eine heikle Aufgabe, da Hanssens die Oberen der Bateke davon überzeugen musste, den Belgiern Vorrang vor den Rechten einzuräumen, die vorher bereits Pierre Savorgnan de Brazza für die Franzosen zugestanden worden waren, ohne in Konflikt mit der französischen Expedition zu geraten.
Die Expedition hatte Vivi am 13. Januar 1883 unter Grant-Elliott verlassen und sollte Isangila als Basis haben. Hanssens verließ Manyanga am 23. Februar 1883 in Begleitung von Leutnant Harou und reiste durch unberührte Wälder. Er erreichte den Niari bei Kindamba und erreichte am 2. April 1883 die Mündung des Loudima in den Niari in Stéphianieville. Er folge dem Niari flussaufwärts und gründete den Posten Philippeville an der Grenze der de Brazza zugesprochenen Gebiete. Der Posten wurde im Namen belgischer Interessen vorgeblich für Studienzwecke des Studienkomitees für den Oberen Kongo am Zusammenfluss der Flüsse Bouenza und Niari gegründet.
Auf dem Rückweg wurde Hanssens von Einheimischen angegriffen und durch einen Schuss aus einer Steinschlosswaffe am Fuß verletzt. Am 20. Mai 1883 erreichte er Manyanga und ging nach Boma, um seinen Fuß behandeln zu lassen. Er kehrte an den oberen Niari zurück, um Verträge mit den örtlichen Häuptlingen abzuschließen, und gründete den Posten Mukumbi an der Route Manyanga-Philippeville. Mit dieser schnellen Gebietsbesetzung war das Problem des nördlicheren Zugangs zum Meer gelöst. 1885 wurden jedoch Vereinbarungen mit den Franzosen und Portugiesen getroffen, die es Belgien ermöglichten, im Mündungsgebiet des Kongo zu verbleiben, sodass das von Hanssens erkundete Gebiet bei Frankreich verblieb. Wie andere Belgier zwang Hanssens die einheimischen Männer mit Gewalt, als Träger zu dienen. 1883 brannte er zwanzig Dörfer nieder, als die Menschen sich weigerten zu arbeiten.

### Zweite Oberkongo-Expedition (1884)
Während sich Hanssens mit der Organisation der Gebiete unterhalb von Léopoldville beschäftigte, unternahm Stanley große Expeditionen im oberen Kongo und gründete Stationen in Équateur und an den Boyomafällen. Die Belgier hielten es für dringend notwendig, das zwischen ihnen gelegene Gebiet zu besetzen, doch Stanley war erschöpft und litt an einer Lebererkrankung. Hanssens traf ihn am 15. Februar 1884 in Léopoldville und erhielt den Auftrag, eine Präsenz in der Region zwischen Équateur und den Wasserfällen weiter aufzubauen. Hanssens organisierte eine Expedition mit drei kleinen Dampfern mit insgesamt etwa 20 Tonnen und einigen kleineren Booten. Die Expedition bestand aus sieben Europäern, etwa fünfzig Afrikanern und großen Mengen an Waren und Vorräten. Die Flottille brach am 23. März 1884 auf und machte in M'Suata Halt, wo Kommandant Janssen kürzlich ertrunken war. Am 29. März 1884 traf Hanssens Pierre Savorgnan de Brazza. Der Kontakt verlief freundschaftlich. Die Expedition erreichte Bolobo am 3. April 1884, wo Leutnant Charles Liebrechts eine gute Beziehung zu den Bayanzi aufgebaut hatte. Sie gingen weiter flussaufwärts, gründeten den N'Gandu-Posten und schlossen Verträge mit den Häuptlingen entlang des Flusses.
Hanssens erreichte Équateurville am 17. April 1884, das durch Alphonso van Gèle und Camille Coquilhat in eine Modellstation verwandelt worden war. Auf Anregung von Van Gele und Coquihat unterbrach Hanssens seine Reise, um die Mündung des Ubangi-Flusses zu erkunden. Er brach am 19. April 1884 mit der En Avant auf. Während dieser Erkundung traf Hanssens den örtlichen Häuptling Mkoko, mit dem er Blutsbrüderschaft schloss und dafür beide Ufer des Ubangi unter den Schutz der Internationalen Assoziation des Kongo stellen konnte. Nach seiner Rückkehr nach Equateurville überließ Hanssens Van Gèle die Leitung und nahm Coquihat mit, um die Bangala-Station, das zukünftige Nouvelle Anvers, zu gründen.
Nach seiner Rückkehr nach Équateurville bereitete sich Hanssens sorgfältig auf seine Rückkehr in die Bangalas vor, bei der er Coquilhat das Kommando über eine neue Station übertragen wollte. Seine Flottille erreichte Luluonga am 27. April 1884, wo weitere Verträge mit indigenen Oberen unterzeichnet wurden. Am 4. Mai 1884 erreichte er Makanza, wo die Einheimischen den Belgiern gegenüber misstrauisch waren, nachdem sie schlechte Erfahrungen mit Stanley gemacht hatten. Hanssens landete als Erster, nur mit seiner Pfeife und seinem Tabakbeutel ausgerüstet, und ging durch die Menge bewaffneter Männer zum Häuptling, dem er die Hand schüttelte. Dies brach das Eis und der Häuptling schlug vor, dass sie Blutsbrüder werden sollten, was auch geschah. Laut Hanssens sagte Häuptling Matabwike: „Wir müssen die Weißen unter uns aufnehmen, weil die Weißen gut sind; wo immer sie ihre Dörfer bauen, werden sie von den Menschen geliebt und genießen das Vertrauen. Und ein Beweis dafür ist die Anwesenheit dieser vier Männer aus Ukute [den Bakuti], die ihre Frauen und ihr Zuhause verlassen haben, um Nsassi [Hanssens‘ Name] auf seinen Reisen zu folgen, und die nicht aufhören, gut über ihn und seine Söhne zu reden“ (Hanssens 1892:39). Am 7. Mai 1884 wurde ein Vertrag unterzeichnet und nach weitern Verhandlungen einigte man sich darauf, dass die Belgier einen Posten in Iboko errichten durften. Ende Mai kehrte Hanssen kurzzeitig nach Équateur zurück, um weitere Vorräte für seine Reise zu den Wasserfällen zu besorgen. Coquilhat baute inzwischen die Station auf.

Hanssens als Hauptmann

Anfang Juni brach Hanssens auf, erkundete kurz den Mongala River und unterzeichnete einen Vertrag mit Häuptling Mobeka in der Nähe seiner Mündung. Am 4. Juni 1884 erreichte die Expedition den Itimbiri und folgte diesem 15 Kilometer flussaufwärts. Am 21. Juni 1884 erreichte er Basoko an der Mündung des Aruwimi, wo ein Posten mit drei Hausas errichtet wurde. Die Expedition erreichte die Boyoma-Wasserfälle am 3. Juli 1884. Hassens löste Adrian Binnie ab, der dort seit Stanleys Aufenthalt im Dezember 1883 das Kommando hatte, und ersetzte ihn durch den schwedischen Leutnant Arvid Wester, mit Louis-Gustave Amelot als Stellvertreter. Am 11. Juli 1884 verließ Hanssens die Wasserfälle. Er reiste am linken Ufer entlang und gelangte in den Lomami-Fluss. Am 19. Juli 1884 landete er in Iboko. Die Menschen dort waren misstrauisch, da Hanssens sein Blut mit ihren Feinden ausgetauscht hatten, und er blieb einige Tage, um ihnen zu versichern, dass die Belgier Freundschaft mit allen Stämmen wollten, sich aber nicht auf die Seite eines einzigen Stammes stellen würden gegen einen anderen.
Hanssens verließ Iboko am 22. Juli 1884 und kehrte am 6. August 1884 nach Léopoldville zurück. In Léopoldville traf er den Generalverwalter der Kongo-Assoziation, Francis de Winton. Er organisierte die weitere Lieferung von Vorräten und Verstärkung für die Bangalas. Anschließend kehrte er flussaufwärts zurück, um neue Verträge abzuschließen, um die Rechte der Vereinigung auf dem gesamten Gebiet zwischen Kwamouth und Bolobo zu bestätigen. Am 18. Oktober 1884 war er mit Leutnant Liebrechts in Bolobo, als er erfuhr, dass er zum Ritter des Leopoldordens ernannt worden war. Hanssens war damit der erste Belgier, der diese Auszeichnung für Verdienste in Afrika erhielt.

## Rückkehr nach Vivi und Tod (1884)
Hanssens kehrte am 31. Oktober 1884 nach Léopoldville zurück. Am 3. November 1884 erfuhr er, dass die Kongo-Assoziation eine Expedition nach Basoko plante, um den italienischen Entdecker Casati zu befreien, der von den Nepoko-Leuten nach seiner Rückkehr aus dem Sudan gefangen genommen worden war. Er ging davon aus, dass er das Kommando übernehmen würde, gab jedoch drei Tage später bekannt, dass er beabsichtige, mit einem portugiesischen Schiff, das Banana am 17. November 1884 verlassen sollte, nach Belgien zurückzukehren. Die Gründe für diese Entscheidung sind unklar. Er verließ Léopoldville am 8. November 1884, nachdem er sein Kommando in zwei Regionen aufgeteilt hatte. Guillaume Casman erhielt das Gebiet vom Pool bis Equateur, während Van Gèle das Gebiet von dort bis zu den Wasserfällen übernahm. Hanssens traf erneut Francis de Winton in Vivi und stimmte zu, den Abschied zu verschieben und in die Region des oberen Kongo zurückzukehren. Er wurde jedoch krank und starb am 28. Dezember 1884 an Hämaturie.